# Käina
Käina era un comune rurale dell'Estonia nord-occidentale, nella contea di Hiiumaa. Nel 2017 Käina si è fusa con tutti gli altri comuni di Hiiumaa per formare il nuovo comune rurale di Hiiumaa. Il centro amministrativo era l'omonimo borgo (in estone alevik), nel sud-est dell'isola di Hiiumaa.

## Località
Oltre al capoluogo, il comune comprende altre 34 località (in estone küla):
- Aadma
- Allika
- Esiküla
- Jõeküla
- Kaasiku
- Kaigutsi
- Kassari
- Kleemu
- Kogri
- Kolga
- Kuriste
- Laheküla
- Lelu
- Ligema
- Luguse
- Moka
- Mäeküla
- Mäeltse
- Männamaa
- Nasva
- Niidiküla
- Nõmme
- Nõmmerga
- Orjaku
- Putkaste
- Pärnselja
- Ristivälja
- Selja
- Taguküla
- Taterma
- Utu
- Vaemla
- Villemi
- Ühtri